# Вітлі-Гайтс (Нью-Йорк)
Вітлі-Гайтс (англ. Wheatley Heights) — переписна місцевість (CDP) в США, в окрузі Саффолк штату Нью-Йорк. Населення — 5140 осіб (2020).

## Географія
Вітлі-Гайтс розташоване за координатами 40°45′45″ пн. ш. 73°22′13″ зх. д. / 40.76250° пн. ш. 73.37028° зх. д. (40.762508, -73.370410).  За даними Бюро перепису населення США в 2010 році переписна місцевість мала площу 3,37 км², уся площа — суходіл.

## Демографія
Згідно з переписом 2010 року, у переписній місцевості мешкало 5130 осіб у 1480 домогосподарствах у складі 1179 родин. Густота населення становила 1522 особи/км².  Було 1517 помешкань (450/км²).
Расовий склад населення:
| - 54,6 % — чорних або афроамериканців - 30,3 % — білих - 5,6 % — азіатів - 0,5 % — корінних американців - 4,8 % — осіб інших рас |

До двох чи більше рас належало 4,2 %. Частка іспаномовних становила 13,5 % від усіх жителів.
За віковим діапазоном населення розподілялося таким чином: 27,8 % — особи молодші 18 років, 62,0 % — особи у віці 18—64 років, 10,2 % — особи у віці 65 років та старші. Медіана віку мешканця становила 37,2 року. На 100 осіб жіночої статі у переписній місцевості припадало 91,6 чоловіків;  на 100 жінок у віці від 18 років та старших — 87,6 чоловіків також старших 18 років.
Середній дохід на одне домашнє господарство  становив 116 192 долари США (медіана — 97 014), а середній дохід на одну сім'ю — 128 278 доларів (медіана — 111 650). Медіана доходів становила 58 631 долар для чоловіків та 50 000 доларів для жінок. За межею бідності перебувало 5,9 % осіб, у тому числі 6,7 % дітей у віці до 18 років та 11,2 % осіб у віці 65 років та старших.
Цивільне працевлаштоване населення становило 2533 особи. Основні галузі зайнятості: освіта, охорона здоров'я та соціальна допомога — 37,1 %, роздрібна торгівля — 11,9 %, фінанси, страхування та нерухомість — 10,0 %, науковці, спеціалісти, менеджери — 8,5 %.